# 메오박현
메오박사(구 하장성 메오박현) (베트남어: Xã Mèo Vạc)은 베트남 뚜옌꽝성 산하의 사(社)로, 베트남 최북단 고원 지대에 위치합니다. 험준하고 장관을 이루는 석회암 산맥, 짙은 먀오족(苗族) 문화, 유네스코 인증 일요일 사랑의 장(Chợ tình Khâu Vai), 그리고 자연경관 중 하나인 장엄한 협곡과 쏭느꾸에강(Sông Nho Quê)으로 유명합니다. 이로 인해 다국적 관광객들의 발길이 끊이지 않습니다.

## 행정 구역

### 역사적 연혁
- 묘왕(苗旺) 지역은 원래  하장성(河江省, Tỉnh Hà Giang) 묘왕현(苗旺县, Huyện Mèo Vạc)에 속해 있었습니다.
- 묘왕현 시기 행정 구역은 1개 시진(市鎮, thị trấn)과 17개 사(社, xã)로 구성되었으며, 199개 마을·구역(村坊與分區, thôn bản, tổ khu phố)을 관할했습니다. 현 행정 중심지는 묘왕시진(苗旺市鎮, Thị trấn Mèo Vạc)에 두었습니다.
- [2025년 7월 1일] 행정 구역 조정:

```
       묘왕현의 건제(建制)가 폐지되었습니다.
       원  하장성 묘왕현 관할 구역 전체가  선광성(宣光省, Tỉnh Tuyên Quang)의 관할로 이관되었습니다.
       원 묘왕현 관할의 여러 행정 단위가 대규모로 통합·재편되었습니다:
           *   원 묘왕시진(Thị trấn Mèo Vạc), 좌롱사(左隴社, Xã Tả Lủng), 강주평사(江珠坪社, Xã Giàng Chu Phìn), 바위사(巴維社, Xã Pả Vi)가 통합되어 단일한 사급(社級) 단위인  선광성 묘왕사(苗旺社, Xã Mèo Vạc, Tỉnh Tuyên Quang)를 설립하였습니다.
           *   원  하장성 묘왕현의 다른 사들은 각각 통합되어 선광성에 속하는 다음과 같은 새로운 사급 단위를 설립하였습니다:
               *   산위사(山偉社, Xã Sơn Vĩ)
               *   구래사(丘來社, Xã Khâu Vai)
               *   점산사(粘山社, Xã Niêm Sơn)
               *   살아사(薩牙社, Xã Tát Ngà)
               *   총만사(寵漫社, Xã Sủng Máng)
```

### 현행 행정 구역 ( 선광성 묘왕사 시기)
- 묘왕사(Xã Mèo Vạc)는  선광성(Tỉnh Tuyên Quang) 하의 사급 행정 단위입니다.
- 이 사(社)는 원  하장성 묘왕현의 묘왕시진(Thị trấn Mèo Vạc), 좌롱사(Xã Tả Lủng), 강주평사(Xã Giàng Chu Phìn), 바위사(Xã Pả Vi)가 통합되어 형성되었습니다.

### 이전 행정 구역 ( 하장성 묘왕현 시기 - 역사)
- 현(縣) 건제 폐지 전,  하장성 묘왕현은 1개 시진과 17개 사를 관할했습니다:

```
   *   **시진(市鎮, Thị trấn)**:
       *   묘왕시진(苗旺市鎮, Thị trấn Mèo Vạc) - (현 소재지)
   *   **사(社, Xã)**:
       1.  감주평사(甘珠坪社, Xã Cán Chủ Phìn)
       2.  강주평사(江珠坪社, Xã Giàng Chu Phìn)
       3.  구래사(丘來社, Xã Khâu Vai)
       4.  롱징사(隴征社, Xã Lũng Chinh)
       5.  롱포사(隴布社, Xã Lũng Pù)
       6.  념반사(念班社, Xã Nậm Ban)
       7.  점산사(粘山社, Xã Niêm Sơn)
       8.  점총사(粘叢社, Xã Niêm Tòng)
       9.  바위사(巴維社, Xã Pả Vi)
       10. 배롱사(拜隴社, Xã Pải Lủng)
       11. 산위사(山偉社, Xã Sơn Vĩ)
       12. 총만사(寵漫社, Xã Sủng Máng)
       13. 총다사(寵茶社, Xã Sủng Trà)
       14. 좌롱사(左隴社, Xã Tả Lủng)
       15. 살아사(薩牙社, Xã Tát Ngà)
       16. 상풍사(上馮社, Xã Thượng Phùng)
       17. 신가지사(新街社, Xã Xín Cái).
```

## 역사적 변천
```
  건제 초기 (1962년)
```

- 1962년 12월 15일: 베트남 정부 위원회(Hội đồng Chính phủ) 제211/QĐ-CP호 결의안 공포, 동문현(huyện Đồng Văn)을 세 현으로 분리: 안명현(Yên Minh), 묘왕현(Mèo Vạc) 및 동문현. 신설된 묘왕현은 16개 사(社), 159개 촌방(村坊)을 관할하며, 행정 중심지는 묘왕사에 설치.

```
  구획 조정 (1982년)
```

- 1982년 10월 21일: 베트남 장관 회의(Hội đồng Bộ trưởng) 제179/HĐBT호 결의안:

```
    안명현(Yên Minh)의 념산사(Niêm Sơn), 념반사(Nậm Ban), 살아사(Tát Ngà)를 묘왕현 관할로 이관.
    묘왕현의 롱핀사(Lũng Phìn), 호꽝핀사(Hố Quáng Phìn), 숭차이사(Sủng Chái)를 동문현(Đồng Văn)으로 이관.
```

```
  행정 단위 분설 (1999년)
```

- 1999년 8월 20일:

```
    숭차사(Sủng Trà)의 롱바이촌(Lũng Pải), 붕미촌(Bủng Mày)을 묘왕사 관할로 이관.
    묘왕사를 두 행정 단위로 분할: 묘왕시진(Thị trấn Mèo Vạc)(현청 소재지)과 타롱사(Xã Tả Lủng).
```

```
  신사 분설 (2005년)
```

- 2005년 8월 9일: 념산사(Niêm Sơn)와 구래사(Khâu Vai)에서 념통사(Niêm Tòng) 분설 설립.

```
  건제 폐지와 재편 (2025년)
```

- 2025년 7월 1일: 베트남 국회 상무위원회 제1684/NQ-UBTVQH15호 결의안:

```
   1.  묘왕현(Huyện Mèo Vạc) 건제 폐지.
   2.  구 묘왕현 관할 구역을 하장성(Tỉnh Hà Giang)에서 선광성(Tỉnh Tuyên Quang)으로 전면 이관.
   3.  구 묘왕현 산하 묘왕시진(Thị trấn Mèo Vạc), 타롱사(Xã Tả Lủng), 강주병사(Xã Giàng Chu Phìn), 바위사(Xã Pả Vi)를 통합, 새로운 사급 단위 "선광성 묘왕사(Xã Mèo Vạc, Tỉnh Tuyên Quang)" 설립.
   4.  구 묘왕현 잔여 각 사를 재편, 선광성 산위사(Sơn Vĩ), 구래사(Khâu Vai), 념산사(Niêm Sơn), 살아사(Tát Ngà), 총만사(Sủng Máng) 설치.
```